# الفنون العامة في قطر
قسم الفنون العامة في هيئة متاحف قطر هو المسؤول عن الإشراف على تركيب الأعمال الفنية من قبل فنانون مشهورين في المجال العام في قطر وإنشاء برنامج إقامة للفنانين الشباب المحليين لمساعدتهم على تطوير مهاراتهم وآفاقهم وتنظيم المعارض ليضم الفنانين الدوليين وتطوير مجتمع على الإنترنت من المواهب الإبداعية في قطر وخارجها. لدى إدارة الجودة خطة طموحة تهدف إلى جعل قطر وجهة ثقافية عالمية لا سيما في الفن الحديث والمعاصر.
قالت المياسة بنت حمد بن خليفة آل ثاني رئيسة هيئة متاحف قطر: «من خلال عرض مختلف أشكال الفن في الأماكن العامة نهدف إلى إلهام المواهب المحلية وإقامة علاقة عضوية بين الفن والمجتمع المحلي».

## الفن العام في مطار حمد الدولي
خططت هيئة متاحف قطر لإدخال المسافرين والزوار إلى الثقافة والفنون المتنامية في قطر قبل أن يطأوا حتى مطار حمد الدولي الجديد. تم وضع العديد من الأعمال الفنية في المطار منها مصباح / الدب من قبل أورس فيشر وسيتم تثبيت غيرها الكثير.

### بدون عنوان (مصباح / الدب) من قبل أورس فيشر
سوف يكون «بدون عنوان» (مصباح / الدب) في الفضاء الرئيسي كجزء من معرض التجزئة في مطار حمد الدولي الجديد.

### مكعب بواسطة أحمد البحراني
منحوتة برونزية من قبل أحمد البحراني تصور مكعب برونزي 1.5 متر.

### توم أوترنيس
توم أوترنيس (من مواليد 1952) هو نحات أمريكي يعرف بأنه أحد أشهر الفنانين في أميركا.

#### ساحة اللعب
عدد تماثيل ساحل اللعب من 20 إلى 30 وتم صنعها لتعبر عن خلفيات ثقافية مختلفة. ستكون هناك ثلاثة منشآت منفصلة في المطار تحت عنوان «ساحة اللعب» اثنان منها تم تركيبهما بالفعل:
- عقدة النشاط 3 - برونزي.
- عقدة النشاط 4 - برونزي.

#### عوالم أخرى
عوالم أخرى هو تركيب يتكون من ثمانية منحوتات برونزية وضعت في المحطة الثالثة. تم الانتهاء منه في عام 2014 ويضم ملاعب وظيفية وكذلك المنحوتات البشرية.

### المها العربية من قبل توم توماسن
قام الفنان الهولندي توم كلاسن بإنتاج سلسلة من منحوتات برونزية للمها العربية التي تقع حاليا في ساحة الحديقة الشرقية في مطار حمد الدولي الجديد.

### خرائط العالم من قبل عادل عبد الصمد
أنشأ عادل عبد الصمد عملين فنيين لمطار حمد الدولي بعنوان «خرائط العالم». يتميز النحت بخريطتين عالميتين تم تصميمهما من علب الصفيح. يتم تعريفها على أنها الليل والنهار وهي قطع من الصلب الكبيرة المطبوعة والتي تعلق على الجدران في كونكورس أ بيرهيد.

### «التقاط جوهر قطر» الفائزين في مسابقة التصوير الفوتوغرافي
«التقاط جوهر دولة قطر» هو مسابقة التصوير الفوتوغرافي المشهورة من قبل هيئة متاحف قطر ومطار حمد الدولي مما يسمح للمشاركين بعرض أفضل صورهم الإبداعية والخيالية لقطر في التصوير الرقمي.
تحتفل المسابقة بإنجازات قطر في الماضي والحاضر وشغف الناس الذين يعيشون ويعملون فيها. تهدف إلى تمثيل التراث والثقافة في قطر ورؤية قطر الوطنية 2030 في إطار إحدى الركائز الرئيسية الأربعة للرؤية:
- التنمية البشرية.
- التنمية الاجتماعية.
- النمو الاقتصادي.
- التنمية البيئية.

تم اختيار أربعة فائزين وممثلين في مطار حمد الدولي الجديد في قاعة المغادرة على شاشات كبيرة.

### لوحات للفنانين القطريين المحليين
تم اختيار عدد من الفنانين المحليين من قبل هيئة متاحف قطر لعرض أعمالهم الفنية في مختلف الصالات والأماكن العامة في جميع أنحاء المطار.
- حوار مع الذات 1، أمل العثم.
- الاسترخاء، سلمان المالك.
- الخطوات، سلمان المالك.
- انعكاس رجل، أمل الربان.
- القلب 1، مبارك المالك.
- القلب 2، مبارك المالك.
- الخط 1، حصة كالا.
- العمق 1، أحمد الحمر.
- العمق 2، أحمد الحمر.
- التراث 2، وضحى السليطي.
- التراث 3، وضحى السليطي.
- التحول إلى الضوء الأول، يوسف أحمد.
- التحول إلى الضوء الثاني، يوسف أحمد.
- التحول إلى الضوء الثالث، يوسف أحمد.

## مامان من قبل لويز بورجيواز
مامان هو نحت برونزي للعنكبوت الذي يبلغ طوله 30 قدما ويقع في مركز قطر الوطني للمؤتمرات بمؤسسة قطر هو نحت مجدد من قبل الفنان الفرنسي الأمريكي الشهير لويز بورجواز لأمه التي عملت في النسيج في فرنسا.

## 7 من ريتشارد سيرا
المنحوتة تحظى بشعبية كبيرة للمشاهدين في جميع أنحاء العالم وجعلت مظاهر في العديد من المدن مثل لندن وباريس وجنيف وبوينس آيرس وسانت بطرسبرغ. بتكليف من هيئة متاحف قطر يعد معلم ريتشارد سيرا المنحوتة 7 وهو عبارة عن نحت من الصلب يبلغ طوله 80 قدما أطول قطعة فنية عامة في قطر. باعتباره نقطة محورية لمنتزه ميا فإن المنحوتة هي أيضا أول منحوتة لسيرا في الشرق الأوسط. شيدت المنحوتة من سبع ألواح فولاذية مرتبة في شكل هيبتاغونال ويحتفل العمل بالأهمية العلمية والروحية للعدد السابع في الثقافة الإسلامية.

## الشرق - الغرب / الغرب - الشرق من قبل ريتشارد سيرا

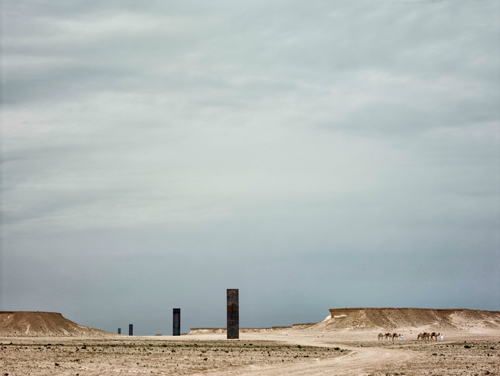
منحوتة ريتشارد سيرا في قطر بعنوان "الشرق - الغرب / الغرب - الشرق".

تفخر هيئة متاحف قطر بإعلان كشف النقاب عن لجنة المناظر الطبيعية الرئيسية «الشرق - الغرب / الغرب - الشرق» للفنان الأمريكي ريتشارد سيرا لمحمية بروق الطبيعية بالقرب من زكريت في غرب قطر على بعد 60 كيلومتر تقريبا من العاصمة الدوحة.
تقع في ممر طبيعي يتكون من هضاب الجبس حيث تمتد منحوتة «الشرق - الغرب / الغرب - الشرق» على طول كيلومتر واحد وتتجاوز شبه جزيرة محمية بروق الطبيعية التي تربط مياه الخليج العربي. تتكون منحوتة «الشرق - الغرب / الغرب - الشرق» من أربع ألواح فولاذية تقاس بعلاقتها بالطبوغرافيا. يصل طول اللوحات إلى 14.7 متر و 16.7 متر فوق سطح الأرض ومستوى لبعضها البعض. بل هي أيضا على مستوى هضاب الجبس على كلا الجانبين. على الرغم من المسافة الكبيرة التي تمتد فيها اللوحات فإنه يمكن رؤيتها كلها واستكشافها من أي طرف من المنحوتة.

## قرود غاندي الثلاثة من قبل سوبود غوبتا
تم تركيب ثلاثة منحوتات للفنان الهندي سوبود غوبتا قردة غاندي الثلاثة في قرية كتارا الثقافية. المنحوتة تشيد بالزعيم الهندي الشهير الداعي للسلام المهاتما غاندي. استخدم غوبتا الصلب والأواني المنزلية النحاس البالية لتشكيل جندي وإرهابي ورجل يرتدي قناع غاز لتمثيل قردة غاندي الثلاثة «لا أرى شرًا لا أسمع شرًا لا أتكلم شرًا».

## برسيفال من قبل سارة لوكاس
منحُوتَة بيرسيفال للفنانة البريطانية سارة لوكاس هو تمثال برونزي بالحجم الطبيعي لخيول شير لسحب العربة مع اثنين من القرع الضخم المثبتة في حديقة أسباير في الدوحة. يعكس الموضوع ثراء لوكاس لإعادة النظر في الأشياء اليومية في سياقات غير عادية.

## إل سيد في الدوحة: مشروع كاليغرافيتي

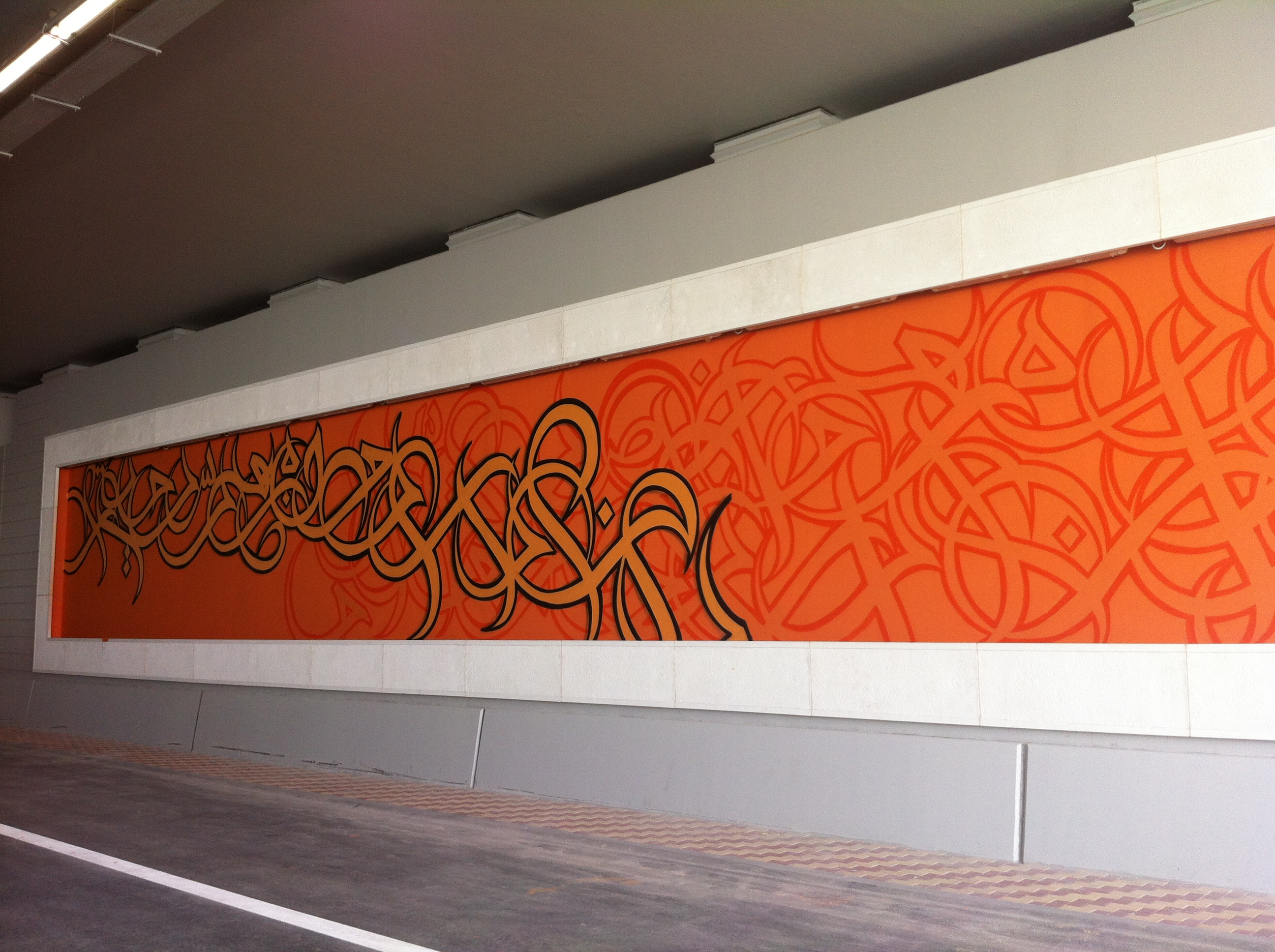
واحدة من 52 جدارية لإل سيد على طريق سلوى، الدوحة، قطر.

قامت إدارة الفنون العامة في هيئة متاحف قطر وهيئة الأشغال العامة بتكليف الفنان الفرنسي التونسي إل سيد بتزين أربعة أنفاق تحت الأرض على طريق سلوى بجداريات كاليغرافيتية. كل جدارية من الجداريات 52 تتميز بمواضيع فريدة مستوحاة من الحكايات من الثقافة القطرية وعلامات الحياة القطرية.

## الحياة الصحية من البداية من قبل أن جيديس
كلفت هيئة متاحف قطر آن جديس لإنتاج سلسلة من 12 صورة للرياضيين المحليين مع الأطفال حديثي الولادة والأطفال الصغار. تقع هذه الصورة في المدخل الرئيسي لمستشفى المرأة التابع لمؤسسة حمد الطبية وهي جزء من مبادرة رئيسة هيئة متاحف قطر لرفع مستوى الوعي حول مرض السكري النوع الثاني وأهمية الانخراط في الأنشطة الرياضية في سن مبكرة.

## الرحلة المعجزة من قبل داميان هيرست

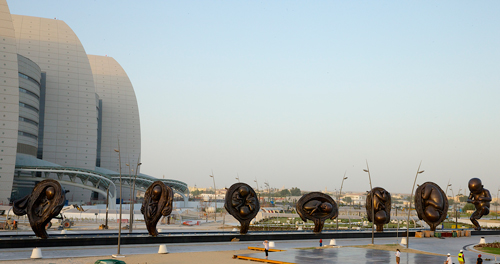
هيئة متاحف قطر تكشف النقاب عن الفن العام من قبل الفنان البريطاني داميان هيرست التماثيل 8-14.

تتكون الرحلة المعجزة (2005-2013) للفنان البريطاني داميان هيرست من 14 تمثال برونزي عملاق يرسم حمل الإنسان من مرحلة الحمل وحتى الولادة وينتهي بتمثال طفل رضيع صحيح تشريحيا بطول 46 قدم. يقع المشروع أمام مركز السدرة للطب والبحوث وهو مرفق طبي أكاديمي جديد متخصص في رعاية المرضى للنساء والأطفال في قطر. يتراوح الارتفاع من 4.8 متر إلى 10.7 متر وتزن ما بين 9 و 28 طن لكل منها.

## البحث عن الضوء الرابع من قبل إدواردو شيليدا
كشفت لجنة الفن العام التابعة لهيئة متاحف قطر النقاب عن منحوتة من قبل الفنان الباسكي إدواردو شيليدا في جامعة قطر، الدوحة، قطر. يعتبر البحث عن الضوء الرابع الأخير من بين سلسلة من التماثيل ذات الحجم الضخم التي أنتجها الفنان الباسكي إدواردو شيليدا طوال فترة إبداعه النهائية. القطعة المجردة تدمج في حد ذاتها المفاهيم الأساسية داخل عمل الفنان. الحوار بين المسألة والفضاء وإنشاء المواقع والطبيعة العضوية للأشكال والمحتوى الأخلاقي القوي هي كل الأفكار التي تتفق على تجسيد شيليدا للعمل. لوحات الصلب الثلاث غير المتماثلة التي تشكل المنحوتة ترتبط ببعض من خلال نظام التثبيت المعقد الذي يحدد في الداخل مكانا للقاءات الإنسان. الفنان يلعب مع الحجم ويدعونا للدخول إلى المساحة الداخلية للعمل. عندما يتم الدخول إلى المنحوتة فإن الأشكال غير المستقرة تكتسب الحركة وترتفع بحثا عن الضوء.